# 韋弗利 (科羅拉多州)
韋弗利（英語：Waverly）是位於美國科羅拉多州拉里默爾縣的一個非建制地區。該地的面積和人口皆未知。

## 地理
韋弗利的座標為40°44′11″N 105°04′36″W / 40.73639°N 105.07667°W，而該地的平均海拔高度為1622米（即5321英尺）。